# Schivenoglia

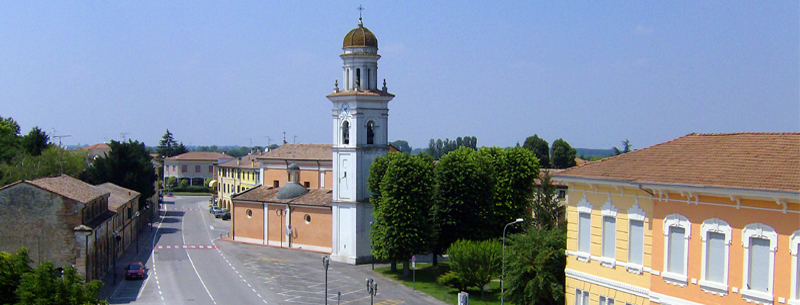
Rua Dante Alighieri

Schivenoglia é uma comuna italiana da região da Lombardia, província de Mântua, com cerca de 1.234 habitantes. O nome é um composto do verbo italiano schivare e do substantivo italiano noia, em referimento ao fato que o lugar foi por muito tempo meta de vila senhorial.

## Geografia

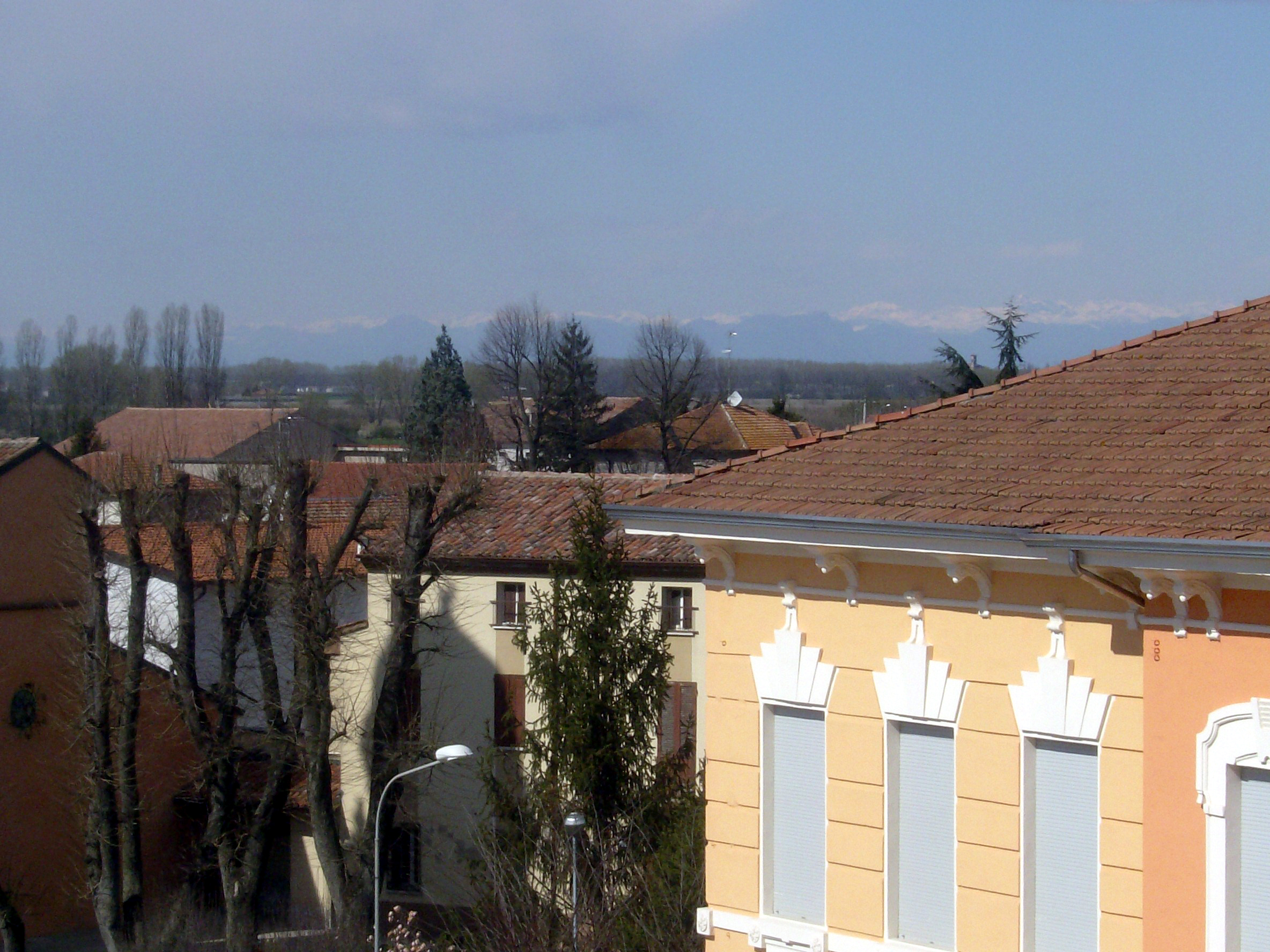
Schivenoglia, ao fundo a montanha

A comuna é situada na ponta sudeste da Lombardia. Estas são as comunas do "Destra Secchia". Se encontra a cerca 40 km da capital da província e a cerca 5 km do confim com a província de Módena. A poucos quilometros escorre o Rio Pó (o mais longo rio italiano), que atravessa toda a província de Mântua de oeste a leste.
Schivenoglia está entre 12 e 16 metros sobre o nível do mar, a sua extensão é de 13,17 quilômetros quadrados e é atravessada por uma linha ferroviária, a Suzzara - Ferrara, que divide o centro da cidade de Brazzuolo, localidade de Schivenoglia.
A excursão altimetrica complessiva da comuna resulta ser igual a 4 metros.

## Demografia

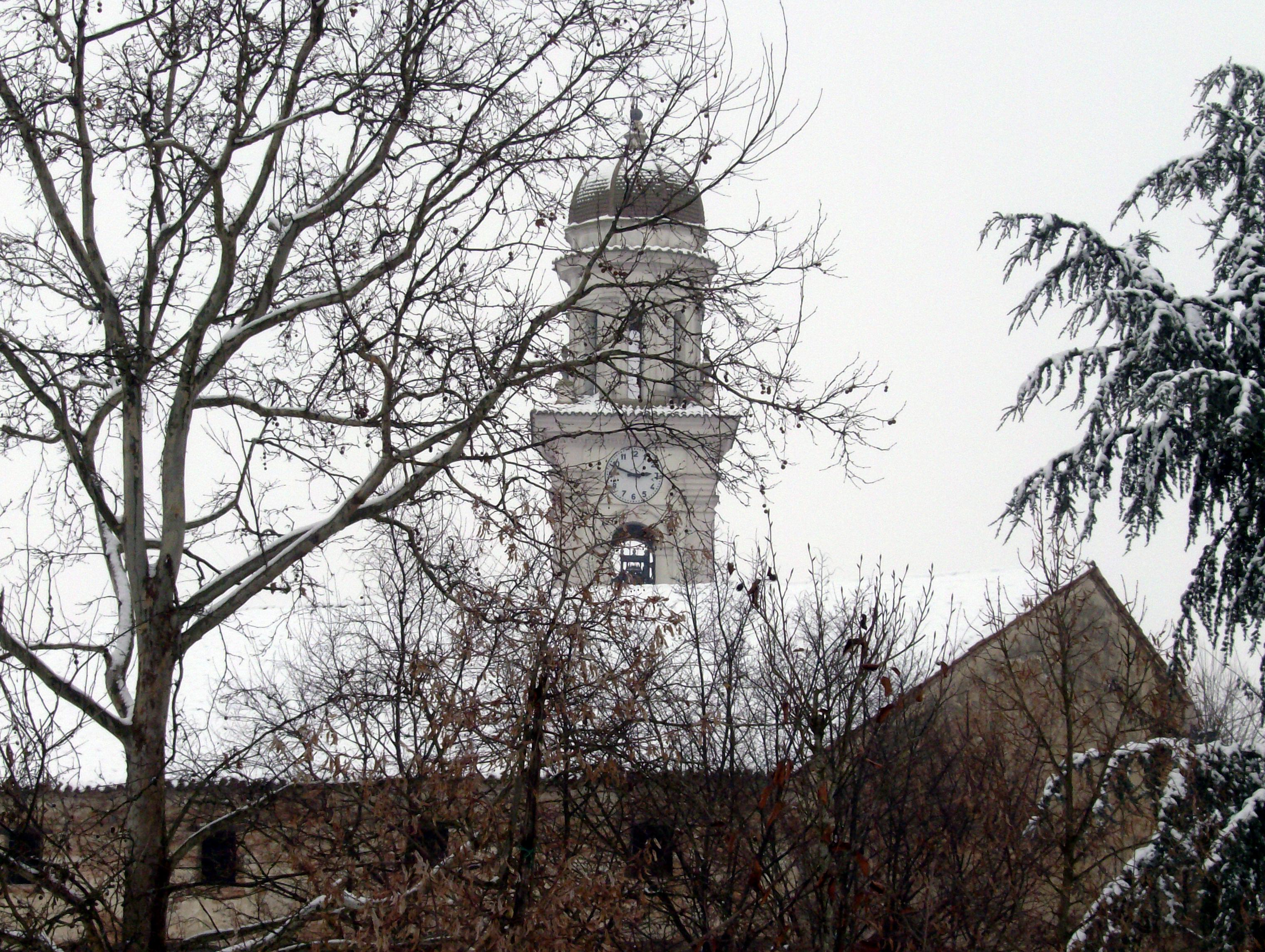
Neve no relógio da igreja de Schivenoglia

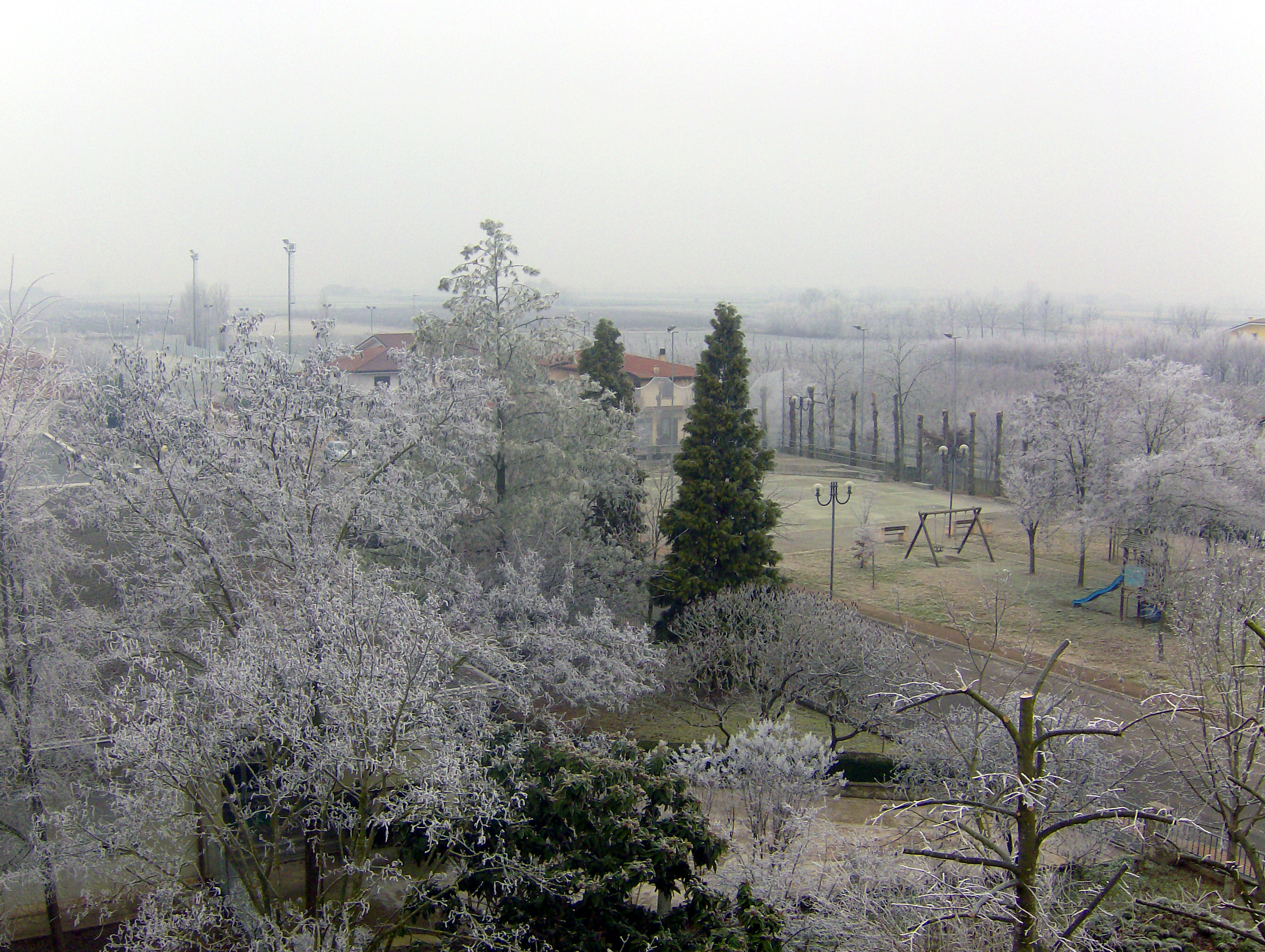
O inverno

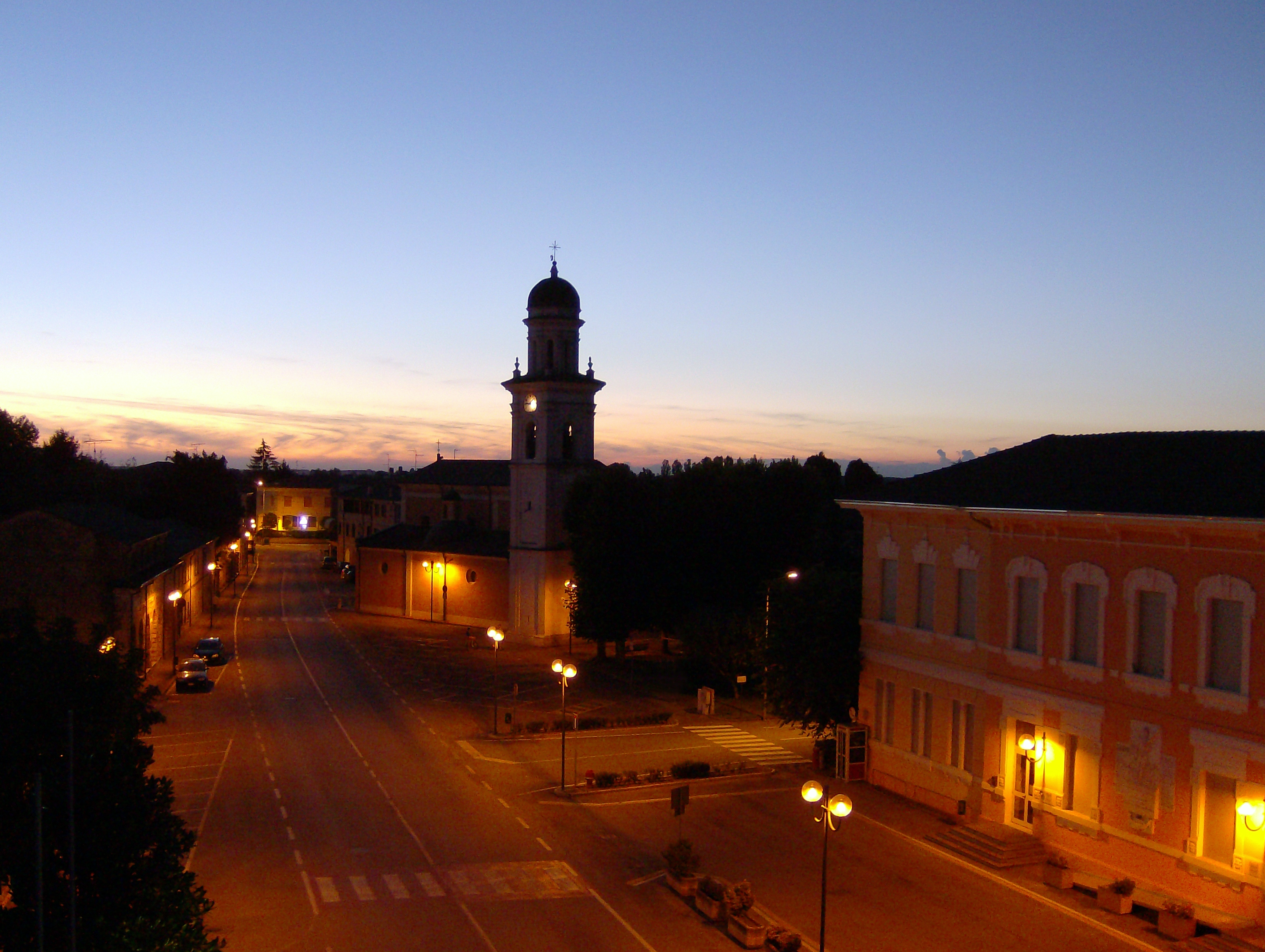
Pôr-do-sol

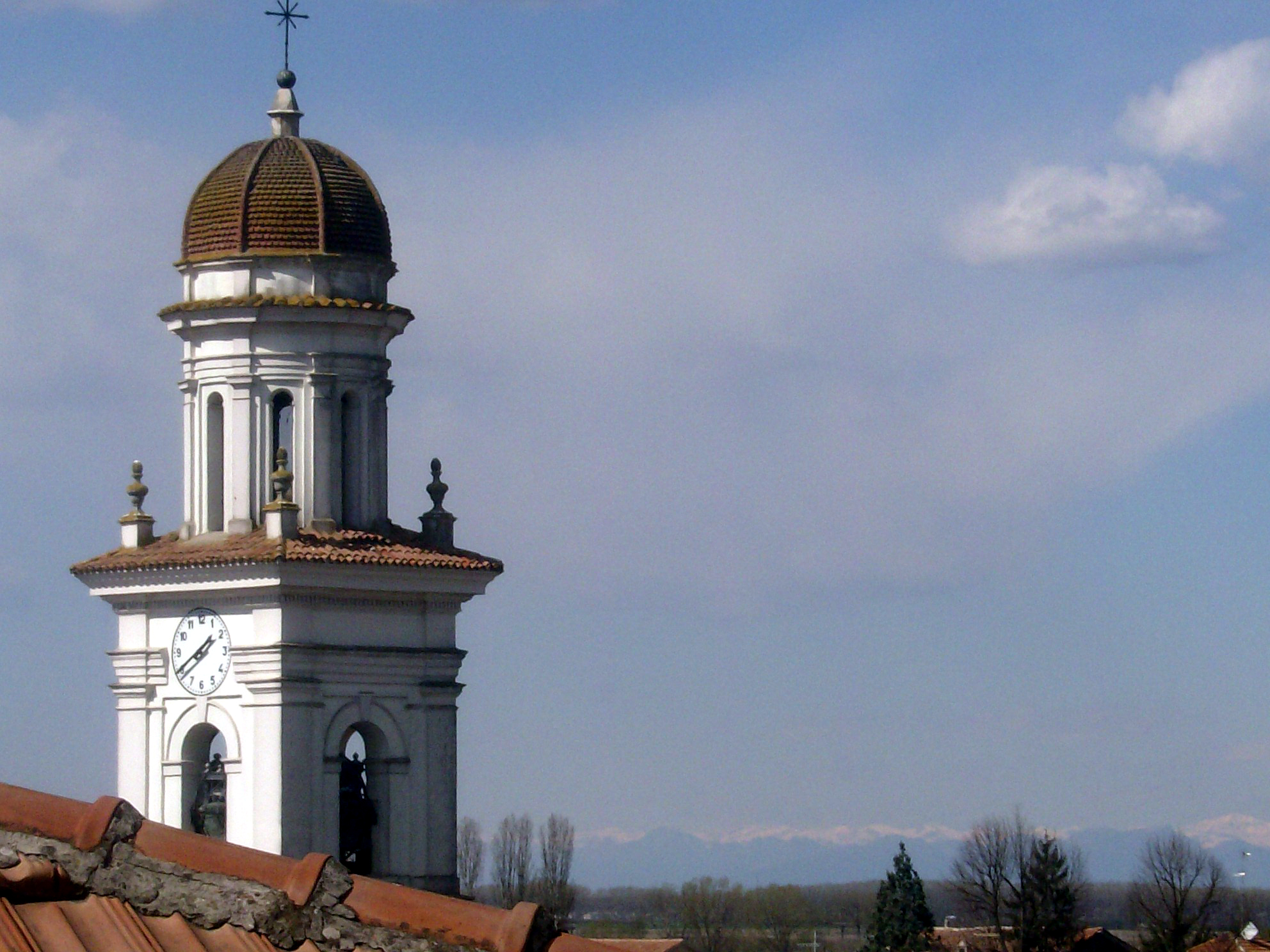
Relógio da igreja de São Francisco de Assis

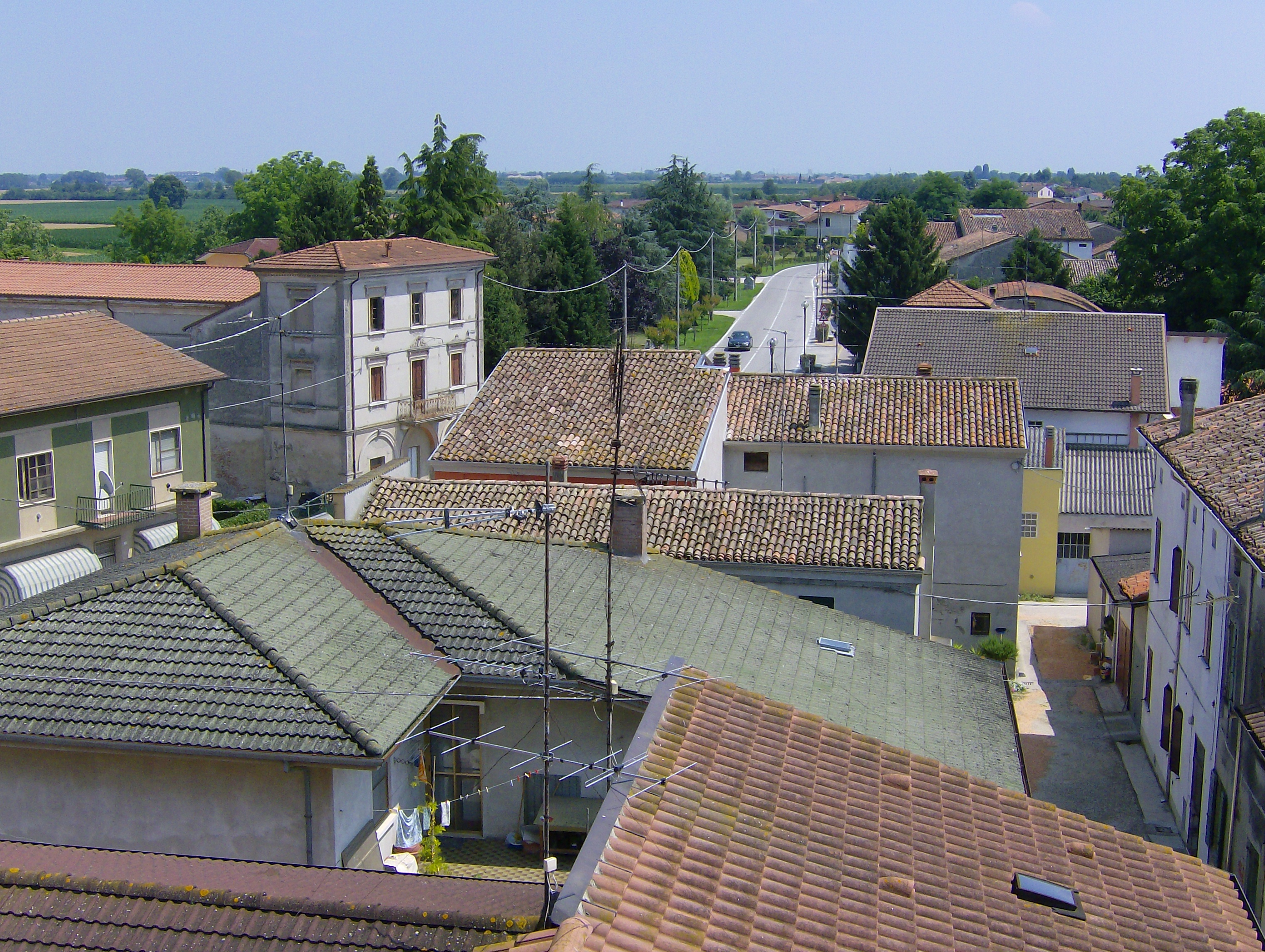
Schivenoglia

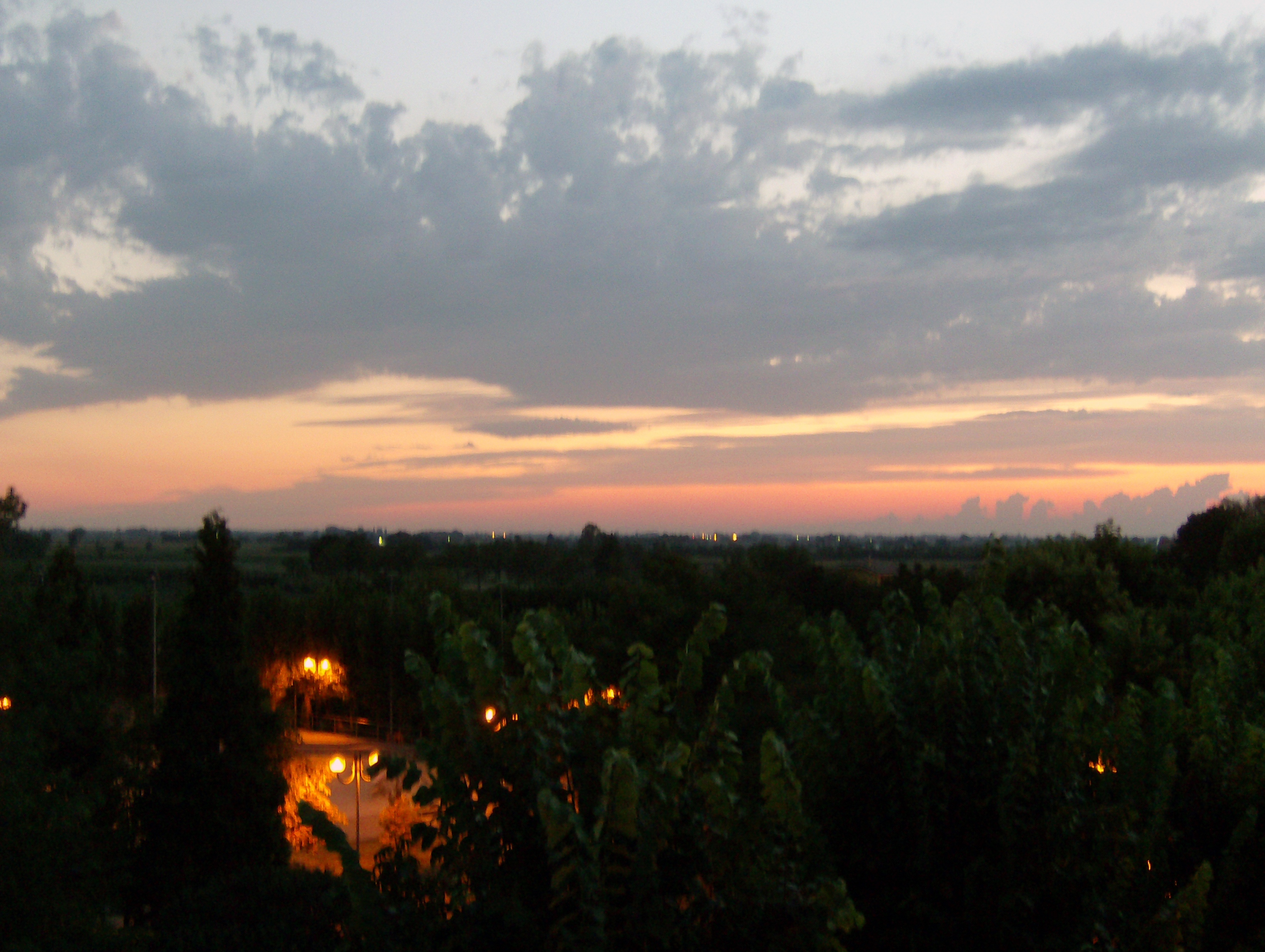
Último instantes de sol

| Variação demográfica do município entre 1861 e 2011                               |
|                                                                                   |
| Fonte: Istituto Nazionale di Statistica (ISTAT) - Elaboração gráfica da Wikipedia |